# Iffeldorf

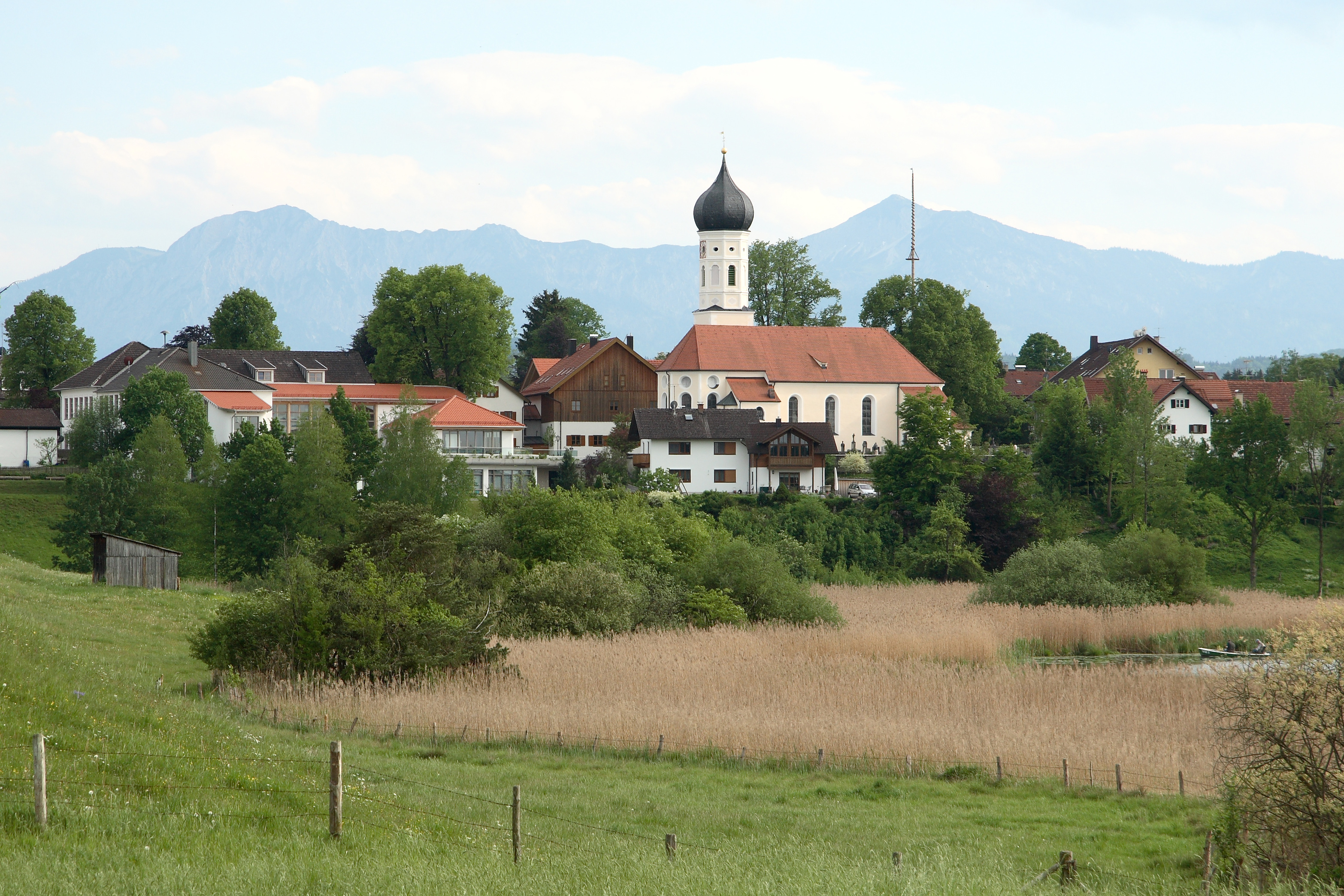
Ortskern von Norden

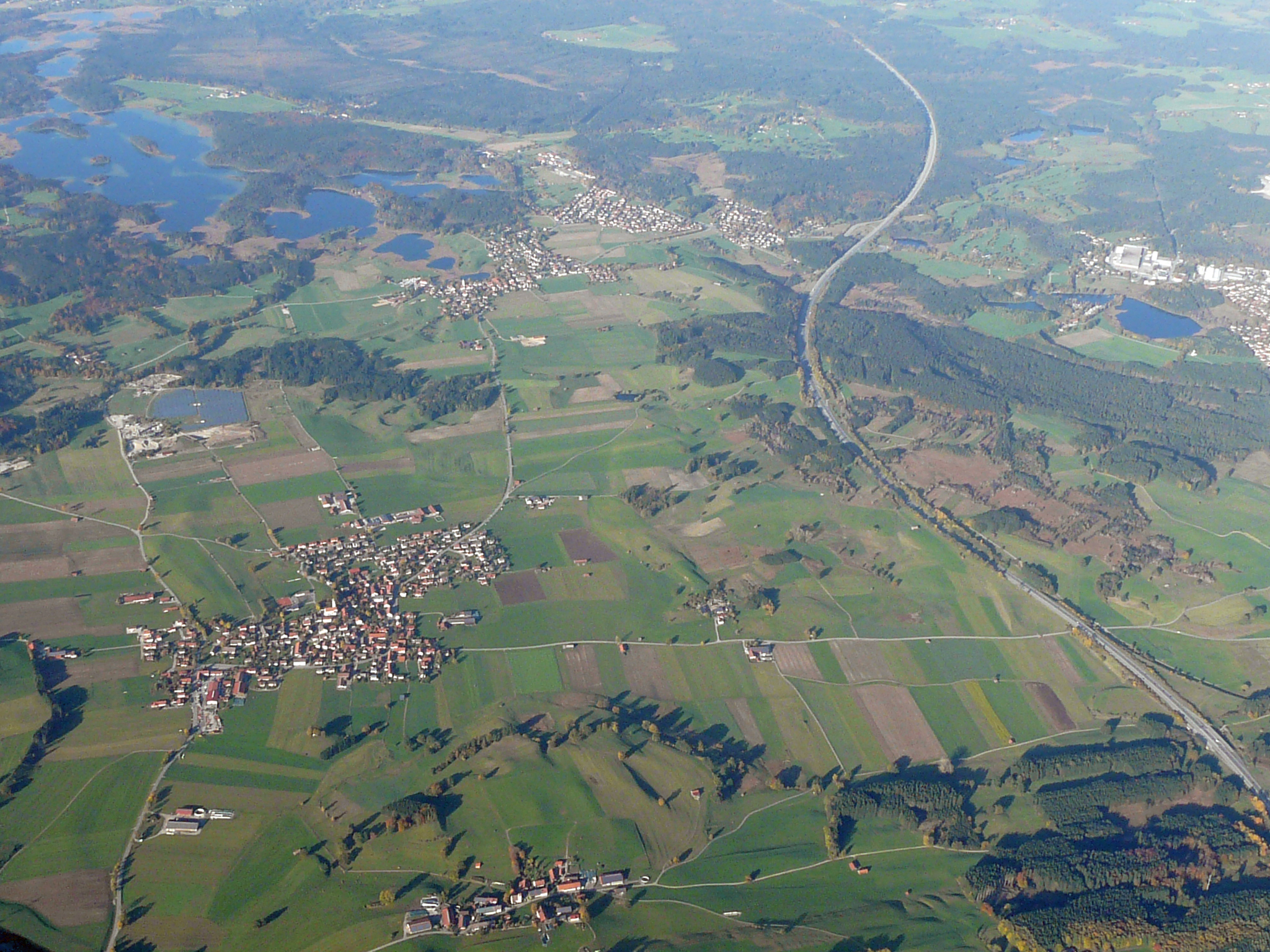
Antdorf und Iffeldorf von Süden

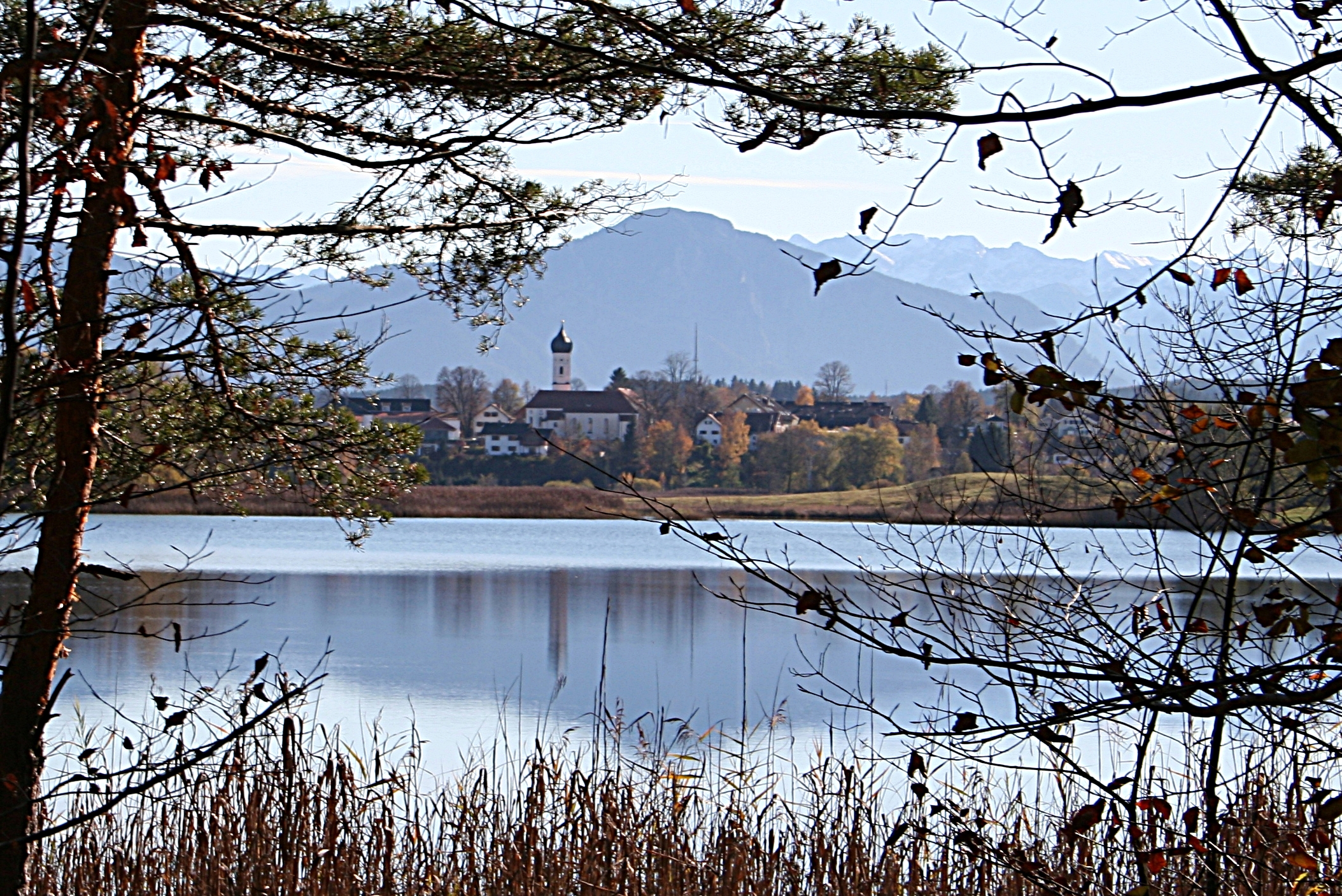
Fohnsee mit Blick auf Iffeldorf

Iffeldorf ist eine Gemeinde und ein Pfarrdorf im oberbayerischen Landkreis Weilheim-Schongau.
Das Dorf wurde erstmals im Jahr 1080 erwähnt und war vom 14. Jahrhundert bis 1653 im Besitz der Edlen von Höhenkirchen. Anschließend war Iffeldorf bis zur Säkularisation im Besitz des Klosters Wessobrunn. Von etwa 1860 bis 1961 war die Gemeinde stark durch den Gutsbetrieb Staltach der Familie Maffei geprägt. Iffeldorf hat 2743 Einwohner (Stand: 31. Dezember 2024) und ist insbesondere für die Eiszerfallslandschaft der Osterseen bekannt.

## Geografie

### Geografische Lage
Die Gemeinde liegt zentral im Bayerischen Oberland im Alpenvorland südlich des Starnberger Sees auf einer Linie zwischen der Kreisstadt Weilheim und Penzberg. Zur Landeshauptstadt München im Nordosten beträgt die Entfernung etwa 45 Kilometer, nach Garmisch-Partenkirchen im Süden ungefähr 40 Kilometer.
Die südlichen und mittleren Osterseen bis zum Ameisensee liegen im Gemeindegebiet. Dessen nördlichster Punkt ist etwa 350 m vom Ufer des Starnberger Sees entfernt.

### Gemeindegliederung
Es gibt 13 Gemeindeteile:
- Eitzenberg (Einöde)
- Iffeldorf (Pfarrdorf)
- Heuwinkl (Wallfahrtskirche)
- Obereurach (Weiler)
- Oberlauterbach (Einöde)
- Ponholz (Einöde)
- Rettenberg (Einöde)
- Sanimoor (Dorf)
- Schwaig (Einöde)
- Staltach (Weiler)
- Steinbach (Einöde)
- Untereurach (Dorf)
- Unterlauterbach (Einöde)

Die einzige Gemarkung ist Iffeldorf.
Ehemalige Gemeindeteile waren Aschberg (Einöde, letztmals erwähnt 1871), Gabelchristl (Einöde, letztmals eigenständig erwähnt 1861, dann Unterlauterbach zugeschlagen) und Ostersee (bis 1900 Weiler, 1925 letztmals als Einöde erwähnt).

### Nachbargemeinden
Das Gemeindegebiet wird im Osten und Süden durch die Fließgewässer Bodenbach, Singerbach, Neuweibergraben, Brünnlesbach und Steinbach begrenzt. Nach Westen und Norden bilden Felder und Wälder die Grenzen des Gemeindegebiets.
Die Nachbargemeinden (im Uhrzeigersinn im Norden beginnend) sind: Seeshaupt, Münsing, Penzberg und Antdorf.
Entfernungen ca. von Ortskern zu Ortskern
| Seeshaupt 6 km |                                             | Münsing 15 km |
|                | Kompassrose, die auf Nachbargemeinden zeigt |               |
| Antdorf 2 km   |                                             | Penzberg 5 km |

### Geologie
Die Gemeinde liegt im süddeutschen Molassebecken, das sich während der Alpenentstehung als nördliche Vortiefe bildete und nach und nach durch den Erosionsschutt gefüllt wurde. Die Molasseablagerungen wurden im Laufe der folgenden Eiszeiten vielerorts mit frischen Geröllen und Kiesen überdeckt. Das Gebiet der Gemeinde Iffeldorf ist von Lockersedimenten der Jungmoräne des Isar-Loisach-Gletschers aus der Würm-Kaltzeit bedeckt. Als ca. 9700 v. Chr. aufgrund einer erneuten Klimaveränderung die Gletscher ihren Rückzug begannen, brachen Eisblöcke unterschiedlicher Größe ab und blieben als Toteismassen inmitten von Geröllhalden liegen.
Anfangs floss ein bedeutender Anteil der Schmelzwässer aus dem Isar-Loisach-Gletscher noch in Richtung des Starnberger-See-Beckens ab. Der mitgeführte Schutt füllte entstehende Zwischenräume des Toteises und baute Eisrandterrassen auf. Später flossen die Schmelzwässer weiter östlich in Richtung Wolfratshausener Becken ab. Dadurch konnten die Toteismassen südlich des Starnberger Sees ungestört von Ablagerungen langsam abschmelzen. Es bildeten sich Toteislöcher, die sich mit Wasser füllten und die Osterseen bildeten.
Diese Eiszerfallslandschaft der Osterseen mit ihren Verlandungsbereichen, Wäldern und Moorflächen bestimmt einen großen Teil des Gemeindegebiets: Im Norden dehnen sich über weite Flächen das Schechen- und das Weidfilz aus – Hochmoore, die sich durch Verlandung ehemaliger Seen bildeten und das Umland bis zu sechs Meter überragen. Daran schließen sich südöstlich die Niederungen der Osterseen an. Im Süden und Osten davon erheben sich die Eisrandterrassen mit den Siedlungen Iffeldorf und Staltach. Der Südosten und Westen des Gemeindegebiets ist von Grundmoränen, Toteislöchern, niedrigen trockenen Kuppen und Niedermooren geprägt, ein kleiner Teil im Westen liegt im Eberfinger Drumlinfeld. Das Siedlungsgebiet beschränkt sich daher auf die Schotterterrassen im Süden.

### Klima
|                        | Jan  | Feb  | Mär  | Apr  | Mai  | Jun  | Jul  | Aug  | Sep  | Okt  | Nov  | Dez  |   |       |
| Mittl. Temperatur (°C) | −1,5 | 0    | 4    | 8    | 12,4 | 15,6 | 17,5 | 17   | 14,1 | 9,2  | 3,6  | −0,3 | ⌀ | 8,3   |
| Mittl. Tagesmax. (°C)  | 1,9  | 3,9  | 8,7  | 13,1 | 17,8 | 20,8 | 22,8 | 22,2 | 19,2 | 13,8 | 7,1  | 2,9  | ⌀ | 12,9  |
| Mittl. Tagesmin. (°C)  | −4,9 | −3,9 | −0,6 | 2,9  | 7    | 10,4 | 12,3 | 11,9 | 9,1  | 4,8  | 0,1  | −3,4 | ⌀ | 3,8   |
|                        |      |      |      |      |      |      |      |      |      |      |      |      |   |       |
| Niederschlag (mm)      | 52   | 50   | 57   | 72   | 103  | 125  | 129  | 119  | 80   | 60   | 61   | 61   | Σ | 969   |
|                        |      |      |      |      |      |      |      |      |      |      |      |      |   |       |
| Sonnenstunden (h/d)    | 2,6  | 3,2  | 4,5  | 5,3  | 5,9  | 6,2  | 6,9  | 6,6  | 6,0  | 4,7  | 2,6  | 2,3  | ⌀ | 4,7   |
|                        |      |      |      |      |      |      |      |      |      |      |      |      |   |       |
| Regentage (d)          | 15,3 | 14,1 | 13,5 | 14,8 | 16,3 | 18,0 | 17,6 | 16,7 | 13,8 | 12,9 | 13,3 | 13,8 | Σ | 180,1 |
|                        |      |      |      |      |      |      |      |      |      |      |      |      |   |       |
| Wassertemperatur (°C)  | 4    | 6    | 7    | 15   | 20   | 22   | 22   | 26   | 22   | 15   | 11   | 6    | ⌀ | 14,7  |

| −4,9 |

| −3,9 |

| −0,6 |

| 2,9 |

| 7 |

| 10,4 |

| 12,3 |

| 11,9 |

| 9,1 |

| 4,8 |

| 0,1 |

| −3,4 |

| −4,9 |

| −3,9 |

| −0,6 |

| 2,9 |

| 7 |

| 10,4 |

| 12,3 |

| 11,9 |

| 9,1 |

| 4,8 |

| 0,1 |

| −3,4 |

## Geschichte

### Etymologie
In verschiedenen Urkunden erscheint der Ortsname in den Formen „Uffelendorf“ (zwischen 1047 und 1062), „Ufelindorf“ (1080), „Ufelendorf“ (1138), „Uffelindorf“ (1152), „Uffelendorf“ (1168), „Uffeldorf“ (1365), „Uffeldorff“ (1484), „Yffldorf“ (1488), „Uffldorf“ (1510), „Yffeldorff“ (1537), „Iffldorf“ (1719), „Ufildorf“, „Ufflindorf“, „Huffelndorf“, „Upheldorf“, „Uiffeldorf“, „Ufldorf“, „Eyfeldorf“, „Yffeldorf“, „Uphelendorf“ und „Uffilindorf“.
Die Bezeichnung deutet darauf hin, dass die Siedlung wie auch Uffing am Staffelsee durch Angehörige der Sippe Uffo gegründet wurde.

### Von der Entstehung bis zum 14. Jahrhundert
Einige bajuwarische Reihengräber aus dem 6. und 7. Jahrhundert sind die ersten Siedlungsspuren auf dem Gemeindegebiet Iffeldorfs. Die älteste einwandfrei datierbare urkundliche Erwähnung stammt aus dem Jahr 1080.
Vom Ende des 11. bis Mitte des 13. Jahrhunderts befand sich das Gebiet zwischen Ammersee und Starnberger See im Machtbereich der Grafen von Dießen, die sich später Grafen von Andechs nannten. In diesem Machtbereich war auch das hochfreie Geschlecht der Herren von Iffeldorf von Bedeutung. Die letzte urkundliche Erwähnung einer Person dieses Geschlechts stammt aus dem Jahr 1365: „Konrad von Ufeldorf“ und seine Frau „Cäcilia“ machten ein Testament, bezeugt von „Heinrich, Chirchher ze Uffeldorf“. Die Herren von Iffeldorf waren die Stammväter der Grafen von Eschenlohe. Schließlich gelangten die Höfe, die später die Hofmark Iffeldorf ausmachten in den Besitz der Herren von Seefeld, die 1341 die Osterseen an Kaiser Ludwig den Bayern verkauften, der sie an sein Kloster Ettal weitergab. Als auch die Seefelder in der männlichen Linie ausgestorben waren, wurde ihr Besitz aufgeteilt und zersplittert.

### Ende des 14. Jahrhunderts bis 1803
Ende des 14. Jahrhunderts gelangte die Hofmark Iffeldorf in den Besitz der Edlen von Höhenkirchen, die zu diesem Zeitpunkt auch die Hofmark Königsdorf besaßen. Ihr Schloss befand sich auf dem Grund der heutigen Grundschule. Der erste bekannte Höhenkirchner, der den Titel „zu Iffeldorf“ trug, ist in einer Klosterurkunde von 1385 genannt, gesiegelt von „Ulreich der Hohenkircher ze Uffeldorf“. In der zweiten Hälfte des 16. Jahrhunderts erlebten die Höhenkirchner eine Blütezeit und standen in hohem Ansehen. Diese Zeit endete mit dem Dreißigjährigen Krieg, dem zufolge wahrscheinlich 1634 das Schloss abbrannte. Die in den Folgejahren aus verschiedenen Ursachen immer mehr verarmenden Höhenkirchner mussten 1653 – nachdem sie zuvor bereits Königsdorf verkauft hatten – die Hofmark Iffeldorf an das Kloster Wessobrunn für wenig Geld veräußern. Zuvor hatte bereits das Kloster Benediktbeuern ein Kaufangebot abgelehnt. Damit endete die rund 400 Jahre dauernde Herrschaft der Edlen von Höhenkirchen in Iffeldorf.
Ausschlaggebend für den Kaufentschluss der Wessobrunner waren die Osterseen mit einem großen Fischbestand. Als zur damaligen Zeit ein Drittel des Jahres ausgewiesene Fasttage waren, legte man auf die Fastenspeise großen Wert. Um die Lehnsherrschaft über die Seen zu erlangen, musste aber 1682 noch ein Tauschgeschäft mit Graf Ferdinand II. von Toerring-Seefeld abgeschlossen werden, der allerdings nur den halben Rechtsanteil innehatte. Am 6. Oktober 1698 brannten bei einem Großbrand sieben Höfe, drei Kornspeicher und die Pfarrkirche ab. 1701 wurde die Heuwinklkapelle und 1708 die neue Pfarrkirche eingeweiht. 1749 erhielt Wessobrunn im Tausch vom Kloster Ettal die vollständigen Fischereirechte an den Seen.

### Säkularisation 1803 bis Ende des Zweiten Weltkriegs 1945

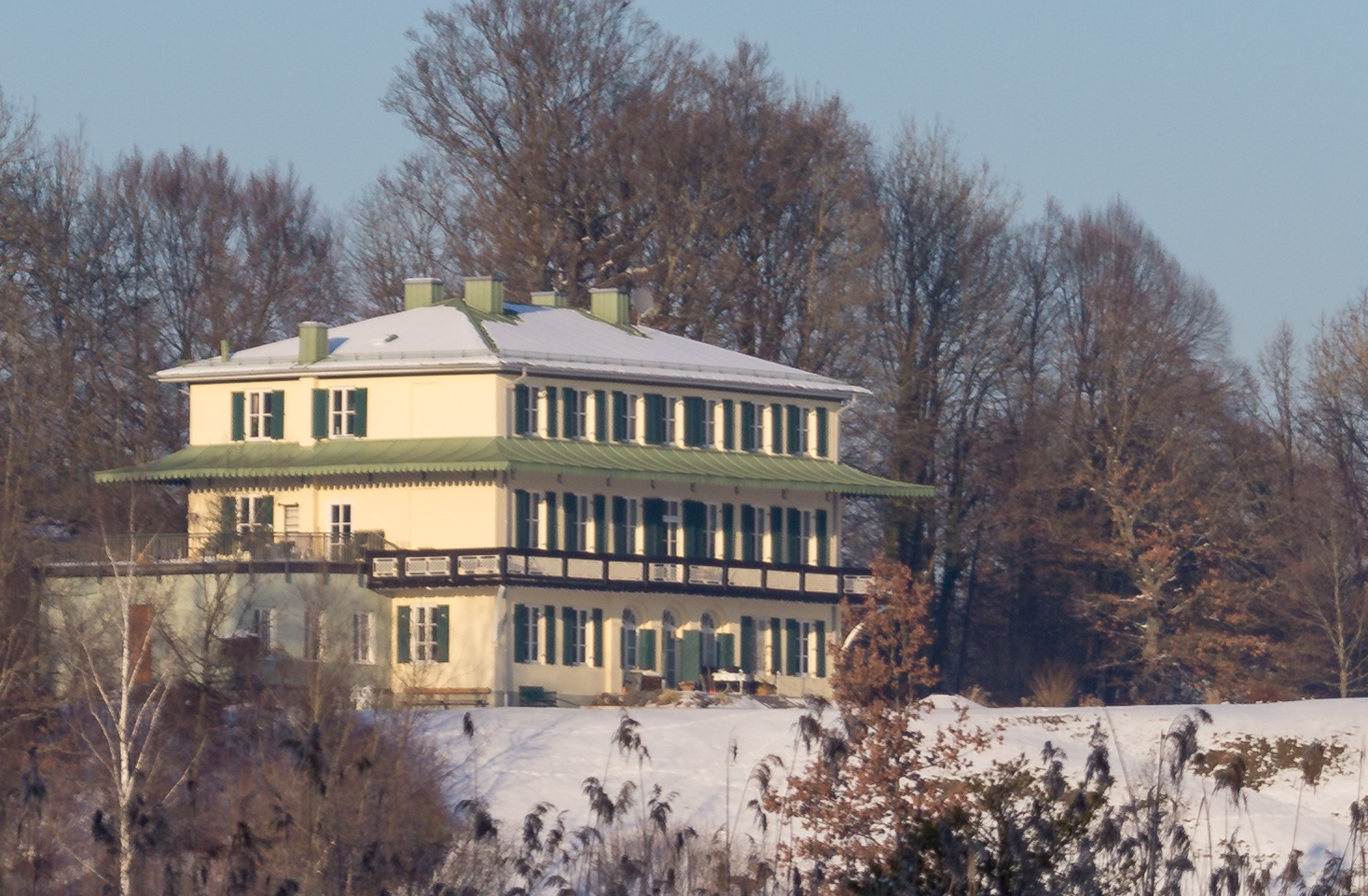
Villa Maffei in Staltach

Iffeldorf gehörte bis zur Säkularisation 1803 zum Kloster Wessobrunn. Der Ort war Teil des Kurfürstentums Bayern und bildete eine geschlossene Hofmark, deren Sitz Iffeldorf war. Im Zuge der Verwaltungsreformen in Bayern entstand mit dem Gemeindeedikt von 1818 die Gemeinde, die zum Landgericht Weilheim gehörte. In den Jahren 1856 und 1858 kaufte der Münchner Industrielle Wilhelm von Weber die drei Staltacher Höfe, um in den Filzen Torf abzubauen. Dafür holte er den kapitalkräftigen, ebenfalls aus München stammenden Joseph Anton von Maffei mit ins Boot. Im Jahre 1861 – die Kooperation zwischen beiden funktionierte nicht – zahlte Maffei Weber mit 150.000 Gulden aus und wurde Alleinbesitzer des Staltacher Gutes. Der Gutsbetrieb Staltach mit Land- und Forstwirtschaft, moderner Viehhaltung, Brauerei, Sägewerk, Schmiede, Wagnerei und Torfwerk entstand. Im Juli 1870 besaß Maffei bereits 2885 Tagwerk Grund. Zudem ließ er sich in Staltach eine Villa als Sommerwohnsitz errichten. 1865 wurde die Eisenbahnlinie Tutzing–Penzberg mit der Station Staltach eröffnet. Infolge des Zuzugs auswärtiger Arbeitskräfte des Guts, des Torfwerks und des Penzberger Bergwerks wuchs das Dorf. Die Staltacher Arbeiter sind es auch, die im Jahr 1908 einen Iffeldorfer Ortsverein der SPD gründeten.
1877 kam es zum zweiten großen Brand in der Ortsgeschichte mit 16 zerstörten Gebäuden, die unverzüglich wiederaufgebaut wurden. Im selbigen Jahr veranlasste Joseph von Maffei den Bau eines Krankenhauses (Lage) mit 22 Betten und einem Arzthaus (Lage). Im Ersten Weltkrieg verloren 42 Iffeldorfer ihr Leben. Im Jahre 1927 wurden die Brauerei Staltach an Paulaner und das Torfwerk Staltach verkauft. Bis 1939 erfolgte der vollständige Anschluss von Iffeldorf an das Stromnetz.
Im Zweiten Weltkrieg starben 46 Iffeldorfer Männer an den Fronten. Der Krieg verlief in Iffeldorf bis auf das Kriegsende relativ ruhig. In den letzten Kriegswochen wurde eine Bombe über dem Gemeindegebiet abgeworfen. Infolge eines Rundfunkaufrufs der Freiheitsaktion Bayern am 27. April 1945 entwaffneten einige Iffeldorfer die örtlichen SS-Männer. Als diese wenig später Unterstützung erhielten, versuchten sie die Widerständler zu erschießen. Bis auf einen gelang allen die Flucht. Er wurde am Folgetag zwischen Seeshaupt und Iffeldorf erschossen aufgefunden, zusammen mit einem Polen, der vermutlich aus einem Gefangenenlager entkommen war. Als Täter werden SS-Einheiten oder die Feldgendarmerie vermutet. Am 30. April 1945 besetzten die amerikanischen Streitkräfte nachmittags Iffeldorf, nachdem es morgens noch Kämpfe gegeben hatte. Bereits am Vorabend hielt in der Nähe des Bahnhofs Staltach wegen eines Stromausfalls ein Zug aus Allach mit etwa 2400 bis 2600 KZ-Häftlingen in 45 Viehwaggons aus dem KZ Dachau, die von US-amerikanischen Truppen befreit wurden. Ungefähr 1500 bis 1700 von ihnen verbrachten die darauffolgenden acht Wochen in den Häusern und Höfen des damals ca. 1000 Einwohner zählenden Dorfes Iffeldorf. Danach kamen sie ins DP-Lager Feldafing. 17 Gefangene wurden tot aus dem Zug geborgen, die eintätowierten Häftlingsnummern für die Namensermittlung notiert, neben dem Bahngleis begraben und später auf den Feldafinger DP-Friedhof verlegt. Diese 17 am „4.5.45“ in Staltach „unbekannt“ Verstorbenen wurden am 16. Juni 1956 auf den Waldfriedhof Dachau umgebettet.

### Nach dem Zweiten Weltkrieg
In der Nachkriegszeit kamen viele Flüchtlinge und Vertriebene nach Iffeldorf, die Bautätigkeiten nahmen zu und es entstanden zahlreiche neue Wohnstätten; dennoch herrschte Wohnungsnot. Die Landwirtschaft verlor immer mehr an Stellenwert, so schloss 1961 das Gut Staltach, 1966 der Gutsbetrieb Leidel im Ort und 1972 stellte das letzte Iffeldorfer Gut Obereurach den Betrieb ein. Im Juni 1970 wurde die Bundesautobahn München – Garmisch-Partenkirchen bis zur Anschlussstelle Penzberg/Iffeldorf eröffnet.
Durch die Gebietsreform in Bayern wurde am 1. Juli 1972 der Landkreis der Gemeinde, der Altlandkreis Weilheim aufgelöst, Iffeldorf kam zum Landkreis Weilheim-Schongau. Am 1. Januar 1978 wurde der Gemeindeteil Steinbach der aufgelösten Gemeinde Frauenrain (heute Gemeinde Antdorf) mit etwa 15 Einwohnern eingegliedert. In den 1970er Jahren wurden ca. 90 % aller Haushalte an die zentrale Trinkwasserversorgung angeschlossen. In dieser Zeit nahm der Badetourismus an den Osterseen solche Ausmaße an, dass 1981 nach nur drei Jahren Vorbereitungszeit das Naturschutzgebiet Osterseen ausgewiesen wurde. Es ist seit 1986 Forschungsobjekt der Technischen Universität München, die in den Jahren 1986 bis 1992 drei Anwesen in Iffeldorf zu einer Limnologischen Station umbaute. Wegen dieser Universitätsstation bezeichnet sich die Gemeinde Iffeldorf als „Universitätsgemeinde“, darf diesen Titel mangels Uni-Sitz jedoch nicht auf den Ortsschildern führen. Im Jahre 1988 wurde nach zweijähriger Bauzeit das Gemeindezentrum mit Rathaus, Gemeindebücherei, Geschäftsräumen, Hotel, Landgasthof und Mehrzweckhalle eingeweiht. Für eine vergleichsweise kleine Gemeinde wie Iffeldorf stellte das Großprojekt mit Kosten von etwa neun Millionen DM eine große finanzielle Herausforderung dar. Am 2. Oktober 2016 erhielt die Gemeinde Iffeldorf vom Verein zur Förderung des Fairen Handels mit der Dritten Welt die Auszeichnung als Fair-Trade-Kommune, die 2018 erneuert wurde. Ebenfalls im Oktober 2016 zog das Rathaus vom Gemeindezentrum ins Deichstetterhaus um.

### Verwaltungszugehörigkeit seit der Säkularisation
Die Spalten stellen nicht zwangsläufig Gebiete auf gleicher hierarchischer Ebene dar.
| von              | bis              | Zugehörigkeit                     | Zugehörigkeit                          | Zugehörigkeit             | Zugehörigkeit     | Zugehörigkeit                |
| ---------------- | ---------------- | --------------------------------- | -------------------------------------- | ------------------------- | ----------------- | ---------------------------- |
| 1803             | 31. Dez. 1805    |                                   | Landgericht Weilheim (älterer Ordnung) | Kurfürstentum Bayern      | Kurpfalz-Bayern   | Heiliges Römisches Reich     |
| 1. Jan. 1806     | 1813             |                                   | Landgericht Weilheim (älterer Ordnung) | Isarkreis                 | Königreich Bayern | Rheinbund                    |
| 1814             | 1815             |                                   | Landgericht Weilheim (älterer Ordnung) | Isarkreis                 | Königreich Bayern |                              |
| 1815             | 1837             |                                   | Landgericht Weilheim (älterer Ordnung) | Isarkreis                 | Königreich Bayern | Deutscher Bund               |
| 1838             | 1861             |                                   | Landgericht Weilheim (älterer Ordnung) | Kreis Oberbayern          | Königreich Bayern | Deutscher Bund               |
| 1862             | 1866             |                                   | Bezirksamt Weilheim                    | Kreis Oberbayern          | Königreich Bayern | Deutscher Bund               |
| 1866             | 31. Dez. 1870    |                                   | Bezirksamt Weilheim                    | Kreis Oberbayern          | Königreich Bayern |                              |
| 1. Jan. 1871     | 7. Nov. 1918     |                                   | Bezirksamt Weilheim                    | Kreis Oberbayern          | Königreich Bayern | Deutsches Reich              |
| 8. Nov. 1918     | 1932             |                                   | Bezirksamt Weilheim                    | Kreis Oberbayern          | Freistaat Bayern  | Deutsches Reich              |
| 1933             | 1939             |                                   | Bezirksamt Weilheim                    | Bezirksverband Oberbayern | Freistaat Bayern  | Deutsches Reich              |
| 1939             | 8. Mai 1945      |                                   | Landkreis Weilheim in Oberbayern       | Bezirksverband Oberbayern | Freistaat Bayern  | Deutsches Reich              |
| 9. Mai 1945      | 27. Sep. 1945    |                                   |                                        |                           |                   | Amerikanische Besatzungszone |
| 28. Sep. 1945    | 22. Mai 1949     |                                   |                                        |                           | Freistaat Bayern  | Amerikanische Besatzungszone |
| 23. Mai 1949     | 30. Apr. 1973    |                                   | Landkreis Weilheim in Oberbayern       | Bezirk Oberbayern         | Freistaat Bayern  | Bundesrepublik Deutschland   |
| 1. Mai 1973      | 30. Apr. 1978    |                                   | Landkreis Weilheim-Schongau            | Bezirk Oberbayern         | Freistaat Bayern  | Bundesrepublik Deutschland   |
| seit 1. Mai 1978 | seit 1. Mai 1978 | Verwaltungsgemeinschaft Seeshaupt | Landkreis Weilheim-Schongau            | Bezirk Oberbayern         | Freistaat Bayern  | Bundesrepublik Deutschland   |

## Bevölkerung
Neben deutschen Staatsbürgern lebten 2016 in Iffeldorf Angehörige 42 anderer Staaten.
Einwohnerentwicklung
| Jahr | Einwohner am 31. Dezember |
| ---- | ------------------------- |
| 2009 | 2514                      |
| 2010 | 2529                      |
| 2011 | 2511                      |
| 2012 | 2519                      |
| 2013 | 2494                      |
| 2014 | 2537                      |
| 2015 | 2572                      |
| 2016 | 2658                      |
| 2017 | 2639                      |
| 2018 | 2655                      |
| 2019 | 2682                      |
| 2020 | 2723                      |
| 2021 | 2754                      |
| 2022 | 2755                      |

Quellen: 
Bis in die 1860er-Jahre stagnierte die Einwohnerzahl um 400, mit dem Einzug Maffeis und der Eröffnung der Eisenbahnlinie 1865 verdoppelte sie sich bis nach dem Ersten Weltkrieg auf etwa 750 Personen. Nach dem Zweiten Weltkrieg erfolgte durch den Zuzug von Flüchtlingen eine weitere Verdopplung auf 1522 Einwohner im Jahr 1946. Dank der verbesserten Verkehrsanbindung insbesondere nach München durch die Eröffnung der Autobahn 95 erfuhr die Bevölkerungszahl nach 1970 noch einmal einen deutlichen Schub. In den 2000er-Jahren hatte die Gemeinde eine Einwohnerzahl von um die 2550 mit steigender Tendenz. Zwischen 1988 und 2018 wuchs die Gemeinde von 1976 auf 2655 um 679 Einwohner bzw. um 34,4 %.
Die Zahl der Lebendgeburten pro Jahr hält sich seit 1990 zwischen ca. 20 und 30, die Gestorbenenzahl ähnlich. Der Zuzug nimmt seit 2013 deutlich zu, fortgezogen sind meist einige Einwohner weniger.
Für die Jahre 2013 bis 2022 ergibt sich Bevölkerungswachstum von +10,4 % bei einem durchschnittlichen jährlichen Wachstum von +0,9 %.
| Alter (in Jahren) | Anzahl | Anteil in % |
| ----------------- | ------ | ----------- |
| unter 6           | 178    | 5,7         |
| 06–15             | 268    | 9,4         |
| 15–18             | 78     | 2,8         |
| 18–25             | 142    | 4,9         |
| 25–30             | 125    | 4,1         |
| 30–40             | 302    | 10,7        |
| 40–50             | 372    | 15,2        |
| 50–65             | 654    | 24,8        |
| 65 und mehr       | 636    | 22,5        |
| Gesamt            | 2755   | 100,0       |

Der Altersdurchschnitt steigt seit 2016 kontinuierlich an und erreichte mit 45,0 Jahren im Jahr 2022 einen neuen Höhepunkt.

## Religion
Beim Zensus 2011 waren die meisten Einwohner römisch-katholisch (54,3 %), an zweiter Stelle folgten evangelische Christen (15,6 %). Zur katholischen Pfarrei St. Vitus Iffeldorf gehört neben der Pfarrkirche St. Vitus und der Heuwinklkapelle auch die Kuratie Mariä Himmelfahrt in Nantesbuch. Das Iffeldorfer Gemeindegebiet gehört zur evangelisch-lutherischen Kirchengemeinde Penzberg, deren Kirchen sich in Penzberg und Seeshaupt befinden.

## Politik
Die Gemeinde ist Mitglied der Verwaltungsgemeinschaft Seeshaupt.

### Gemeinderat
| Partei / Liste                                                        | Wahl 2020     | Wahl 2020     | Wahl 2014     | Wahl 2014     | Wahl 2008     | Wahl 2008     | Wahl 2002     | Wahl 2002     | Wahl 1996     | Wahl 1996 |
| Partei / Liste                                                        | Stimmenanteil | Sitze         | Stimmenanteil | Sitze         | Stimmenanteil | Sitze         | Stimmenanteil | Sitze         | Stimmenanteil | Sitze     |
| --------------------------------------------------------------------- | ------------- | ------------- | ------------- | ------------- | ------------- | ------------- | ------------- | ------------- | ------------- | --------- |
| CSU                                                                   | 26,9 % (−6,4) | 4 (−1)        | 33,3 % (−7,2) | 5 (−1)        | 40,5 % (+6,5) | 6 (+1)        | 34,0 % (+1,9) | 5 (±0)        | 32,1 %        | 5         |
| SPD                                                                   | 34,3 % (+1,3) | 5 (+1)        | 33,2 % (+7,8) | 4 (+1)        | 25,4 % (−1,6) | 3 (−1)        | 27,0 % (−2,6) | 4 (±0)        | 29,6 %        | 4         |
| Parteifreie Wählergemeinschaft (PWG) ehemals Parteifreie Wählergruppe | 23,3 % (+3,6) | 3 (±0)        | 19,2 % (−0,5) | 3 (±0)        | 19,7 % (−5,7) | 3 (±0)        | 25,4 % (−0,1) | 3 (±0)        | 25,5 %        | 3         |
| Unabhängige Wählergruppe – Ökoliste (UWÖ) ehemals ÖKO-Liste           | 15,5 % (+1,2) | 2 (±0)        | 14,3 % (±0,0) | 2 (±0)        | 14,3 % (+0,7) | 2 (±0)        | 13,6 % (+0,8) | 2 (±0)        | 12,8 %        | 2         |
| Gesamt                                                                | 100 %         | 14            | 100 %         | 14            | 100 %         | 14            | 100 %         | 14            | 100 %         | 14        |
| Wahlbeteiligung                                                       | 72,3 % (+2,3) | 72,3 % (+2,3) | 70,0 % (−0,7) | 70,0 % (−0,7) | 70,7 % (−1,1) | 70,7 % (−1,1) | 71,8 % (−2,9) | 71,8 % (−2,9) | 74,7 %        | 74,7 %    |

### Bürgermeister
Nach der 42-jährigen Amtszeit von Albert Strauß (PWG) wurde 2008 Hubert Kroiß (CSU) ohne Gegenkandidaten mit 94 % der Stimmen zum Ersten Bürgermeister gewählt. Seine Wiederwahl 2014 erfolgte mit einem Stimmenanteil von 52,6 % mit Hans Lang (SPD) als einzigem Gegenkandidat. Bei der Wahl 2020 trat Kroiß nicht mehr an, Bürgermeister wurde Hans Lang mit etwa drei Viertel der Stimmen bei einem Gegenkandidaten der PWG.
Zweiter Bürgermeister ist seit 2020 Georg Goldhofer (CSU), dritter seit 2014 Andreas Ludewig (UWÖ).
Folgende Personen waren seit der Gemeindegründung 1818 Ortsvorsteher bzw. Bürgermeister von Iffeldorf:
| Amtszeit              | Name                 | Partei | Beruf                  | Anmerkung |
| --------------------- | -------------------- | ------ | ---------------------- | --- |
| 1818–ca. 1823         | Ferdinand Polzmacher |        | Bauer                  | |
| ca. 1823–1830         | Anton Höck           |        | Bauer                  | |
| ca. 1830–1833         | Jakob Andre          |        | Bauer                  | |
| ca. 1833–1847         | Dionys Zaller        |        | Bauer                  | |
| 1847–1856             | Barthlmä Häringer    |        | Bauer                  | |
| 1856–1857             | Ulrich Frank         |        | Bauer                  | |
| 1857–1861             | Barthlmä Höck        |        | Bauer                  | |
| ca. 1861 – mind. 1873 | Gelasius Vogl        |        | Bauer                  | |
| 1870/80er-Jahre       | Anton Goldhofer      |        | Bauer                  | |
| ?–1888                | Alois Wörrle         |        | Bauer                  | |
| 1888–1899             | Georg Frank          |        | Wirt, Bauer, Privatier | |
| 1900–1904             | Anton Baumgartner    |        | Bauer                  | |
| 1904–1933             | Georg Goldhofer      |        | Bauer                  | zweitlängste Amtszeit (29 Jahre)                                                                                      |
| 1933–1945             | Andreas Reinhart     |        | Bauer                  | |
| 1945–1966             | Karl Waldherr        |        | Bauer                  | geehrt als Altbürgermeister                                                                                           |
| 1966–2008             | Albert Strauß        | PWG    | Bankkaufmann           | längste Amtszeit (42 Jahre), geehrt als Altbürgermeister und Ehrenbürger, Träger des Bundesverdienstkreuzes 1. Klasse |
| 2008–2020             | Hubert Kroiß         | CSU    | Förster                | geehrt als Altbürgermeister                                                                                           |
| seit 2020             | Hans Lang            | SPD    | Nachrichtentechniker   | |

### Wappen, Banner und Gemeindesiegel

Banner

Die Gemeinde Iffeldorf führt ein Wappen, ein Banner sowie ein Siegel.

#### Wappen
| Wappen von Iffeldorf | Blasonierung: „Über blauem Wellenschildfuß, darin ein kleeförmig ausgeschnittenes silbernes (weißes) Seeblatt, in Silber (Weiß) ein von Schwarz und Rot geteilter Schrägbalken, darüber eine blaue heraldische Lilie.“ |
| Wappen von Iffeldorf | Wappenbegründung: Das Wappen der Gemeinde Iffeldorf wird seit dem 30. Juli 1980 geführt, nachdem es der Gemeinderat beschlossen und die Regierung von Oberbayern zugestimmt hat. Der Wellenschildfuß mit dem Seeblatt verweist auf die um Iffeldorf gelegenen Osterseen. Die heraldische Lilie, ein Mariensymbol, erinnert an die Heuwinklkapelle. Der schwarz-rote Schrägbalken stammt aus dem Wappen der adligen Höhenkirchener von Königsdorf, die von 1385 bis 1682 die Hofmark Iffeldorf besaßen. Gestaltet wurde das Wappen vom Heraldiker Peter Ziller. |

#### Banner
Das Iffeldorfer Kommunalbanner zeigt das Wappen auf rot-weiß-blauem Grund.

#### Siegel
Das runde Gemeindesiegel enthält das Gemeindewappen und im Umlauf den Text * Bayern * Gemeinde Iffeldorf *.

### Partnergemeinde

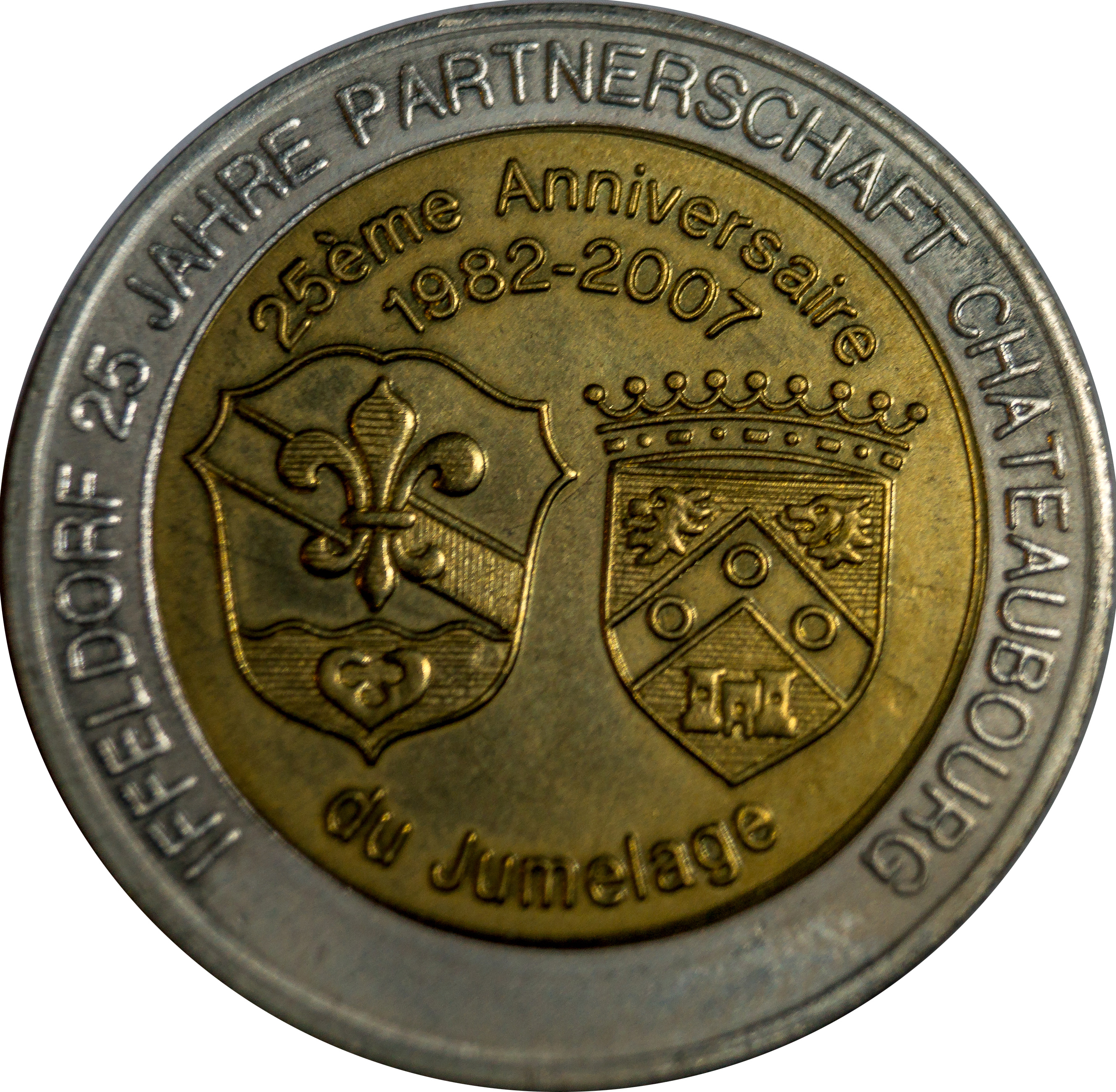
Medaille zum 25-jährigen Partnerschaftsjubiläum – Avers

Seit dem 20. Mai 1982 besteht eine offizielle Partnerschaft mit der französischen Gemeinde Châteaubourg in der Bretagne. Im August 1966 reisten zum ersten Mal Iffeldorfer Jugendliche im Rahmen des Deutsch-Französischen Jugendwerks nach Châteaubourg, im Jahr darauf erfolgte der erste Gegenbesuch.

In Iffeldorf ist der Partnerschaft ein Gedenkstein (Lage) gewidmet, in Châteaubourg die Parkanlage Parc Iffeldorf (Lage). Jeder zehnte Jahrestag der Begründung der Freundschaft wird mit einem Fest in einer der beiden Gemeinden begangen. Es finden regelmäßige einwöchige Besuche der Grundschüler in der jeweils anderen Gemeinde statt, auch stellten die Iffeldorfer 2009 einen Maibaum in Frankreich auf.

### Gemeindefinanzen
Die Gemeinde Iffeldorf war etwa seit Mitte der 1970er-Jahre bis 2020 unverschuldet und kann steigende Steuereinnahmen aufweisen. Größere Investitionen, wie der Neubau des Feuerwehrhauses 2013 bis 2015, die Erweiterung des Kindergartens 2016 und der Umbau des Deichstetterhauses zum Rathaus 2014 bis 2016 konnten daher aus den Rücklagen bestritten werden. Erst für den Bau eines Mehrfamilienhauses wurde im Haushalt 2021 ein zinsloses Darlehen von ca. 1,1 Millionen Euro aufgenommen. Iffeldorf gehört zu den finanzstärkeren Gemeinden im Landkreis Weilheim-Schongau, weshalb sie bei der Kreisumlage zu den Geber-Gemeinden gehört.
| Merkmal                      | 2012 | 2013 | 2014 | 2015 | 2016 | 2017 | 2018 | 2019 | 2020 | 2021  | 2022 |
| ---------------------------- | ---- | ---- | ---- | ---- | ---- | ---- | ---- | ---- | ---- | ----- | ---- |
| Bruttoausgaben               | 4835 | 4916 | 6919 | 7372 | 9722 | 7849 | 8018 | 7340 | 9168 | 10561 | 9989 |
| Gemeindesteuereinnahmen      | 2692 | 2635 | 3350 | 3153 | 3417 | 3717 | 4020 | 3947 | 4015 | 4578  | 4635 |
| Gewerbesteuerumlage          | 218  | 158  | 264  | 151  | 360  | 295  | 237  | 308  | 157  | 191   | 249  |
| Steuereinnahmekraft          | 2980 | 2877 | 3774 | 3457 | 3704 | 4002 | 4363 | 4271 | 4304 | 4998  | 5026 |
| Gemeindeschlüsselzuweisungen | –    | –    | –    | –    | –    | –    | –    | –    | –    | –     | –    |
| Verschuldung                 | –    | –    | –    | –    | –    | –    | –    | –    | –    | 1119  | 1104 |

## Kultur und Sehenswürdigkeiten

### Kunst, Musik und Theater
Die Iffeldorfer Meisterkonzerte bilden eine Konzertreihe, die auch über Bayern hinaus Beachtung findet und vom Bayerischen Rundfunk regelmäßig aufgezeichnet wird.
Unregelmäßig wird der Kulturpreis der Gemeinde Iffeldorf verliehen: Im Jahre 2010 wurde er erstmals an den Graphiker Egbert Greven vergeben, 2016 erhielt ihn der Musiker und Laienspieler Franz Schesser, 2023 die Historikerin Brigitte Roßbeck. Im Keramik-Atelier am St.-Vitus-Platz fertigt Ruth Hartung Aufbaukeramik in Handarbeit, die Werke des Holzbildhauers Erich Zimmer sind auch über die Landkreisgrenzen hinaus zu sehen. Die Laienspielgruppe führt seit 1976 fast jedes Jahr ein meist bayerisches Stück auf.

### Baugeschichte und Denkmäler

#### Baugeschichte und Architektur
Bis in die Mitte des 19. Jahrhunderts war Iffeldorf ein ruhiges und bescheidenes Bauerndorf. Die Häuser verteilten sich in Oberdorf (Hofmark) und Unterdorf (heute Osterseenstraße). Große Veränderungen begannen mit dem Einzug Joseph von Maffeis im Jahr 1861. Viele kleine Höfe gingen im sich neu bildenden Großgrundbesitz auf. Arbeiter zogen zu, das Dorf vergrößerte sich deutlich. Vor allem an der Staltacher Straße (damals Bahnhofstraße) entstanden Häuser, einige Gebäude wurden auch an der heutigen Alpenstraße, der Waldstraße und der Kocheler Straße gebaut. In Ober- und Unterdorf lebten weiterhin fast nur Bauern, in den anderen Gebieten Arbeiter des Guts Staltach und des Bergwerks Penzberg. Während 1864 noch 46 Gebäude mit 41 Wohnungen gezählt wurden, waren es 1867 67 bewohnbare und 11 andere Gebäude und 1871 bereits 76 bewohnbare Häuser und 57 sonstige.
Nach dem Zweiten Weltkrieg wurden bei der großen Wohnungsnot erste größere Bauvorhaben verwirklicht. Am Bodenbach wurde 1952 ein Baugebiet ausgewiesen und 1953 ein weiteres zwischen Krankenhausstraße (Alpenstraße) und Bahnlinie. Im Jahre 1954 setzte die zweite große Bauwelle in Untereurach ein. Alle Bauherren in diesen Baugebieten mussten der Gemeinde kostenlos Grund für Straßenbau oder -erweiterungen abtreten. Ab 1957 wurde der Bereich zwischen Bahnhofstraße (Staltacher Straße) und Krankenhausstraße (Alpenstraße) mit sehr gleichförmigen Siedlungshäusern bebaut. Im Jahre 1959 wurden auch am südwestlichen Dorfrand (Hirtenweg) neue Häuser errichtet und Baupläne für Auf der Leiten und Auf der Trat erstellt. Nach der Eröffnung der Autobahn steigerte sich die Bautätigkeit in den 1970er-Jahren nochmals, es wurden viele Doppelhäuser gebaut. Ende desselben Jahrzehnts wurden im Oberdorf einige Bauernhäuser und Stadel abgebrochen und durch Einzel- und Doppelhäuser ersetzt oder in Eigentumswohnungen umgebaut. 1984 wurden neue Bauparzellen südlich der Heuwinklstraße verbilligt an Einheimische veräußert und 1991 nach langem Streit mit Natur- und Denkmalschutz bebaut. Danach entstanden immer mehr Häuser an der Sengseestraße, Auf der Leiten und am Faltergatter, die individuell geplante Mehrfamilien-, Doppel- und Einfamilienhäuser waren. Im jüngsten Baugebiet Am alten Sägewerk wurde Lärmschutz aufgrund der direkt dahinter verlaufenden Bahnlinie und Staatsstraße 2538 notwendig. Dieser wurde durch eine bestimmte Anordnung der Häuser und durch bauliche Maßnahmen an den Gebäuden, die hier in modernem Stil gehalten sind, erreicht (Lage).
Durch das starke Wachstum sind die ländlich-dörflichen Erscheinungsformen fast verschwunden, „die wenigen verbliebenen Bauern wirken wie Relikte“. Fast alle ehemaligen Bauernhöfe sind zu Wohnungen umgebaut. Von 2004 bis 2017 wurde neues Bauland nur in sehr geringem Umfang ausgewiesen und stattdessen die Innenverdichtung bevorzugt. Erst mit dem Beschluss des Bebauungsplans „östlich der Staltacher Straße“ (Rathausweg) im August 2017 schuf die Gemeinde die Grundlage zum Bau von 21 neuen Wohngebäuden, darunter ein Mehrfamilien- und zwölf Doppelhäuser. Die Parzellen wurden teilweise nach einem Einheimischenmodell verkauft – in Iffeldorf das erste Mal seit 1992.

#### Denkmäler und Denkmalschutz
Das Bayerische Landesamt für Denkmalpflege benennt in Iffeldorf 20 Baudenkmäler und 4 Bodendenkmäler.
Es bestehen zudem folgende Denkmäler im engeren Sinne:
- 1924 – Kriegerdenkmal für die Opfer des Ersten und später auch des Zweiten Weltkriegs, Standort Hofmark / Abzweigung Antdorfer Straße, Jägergasse
- 1983 – Gedenktafel zur Begründung der Partnerschaft mit Châteaubourg, Standort Schule

### Freizeitanlagen, Grünflächen und Naherholung

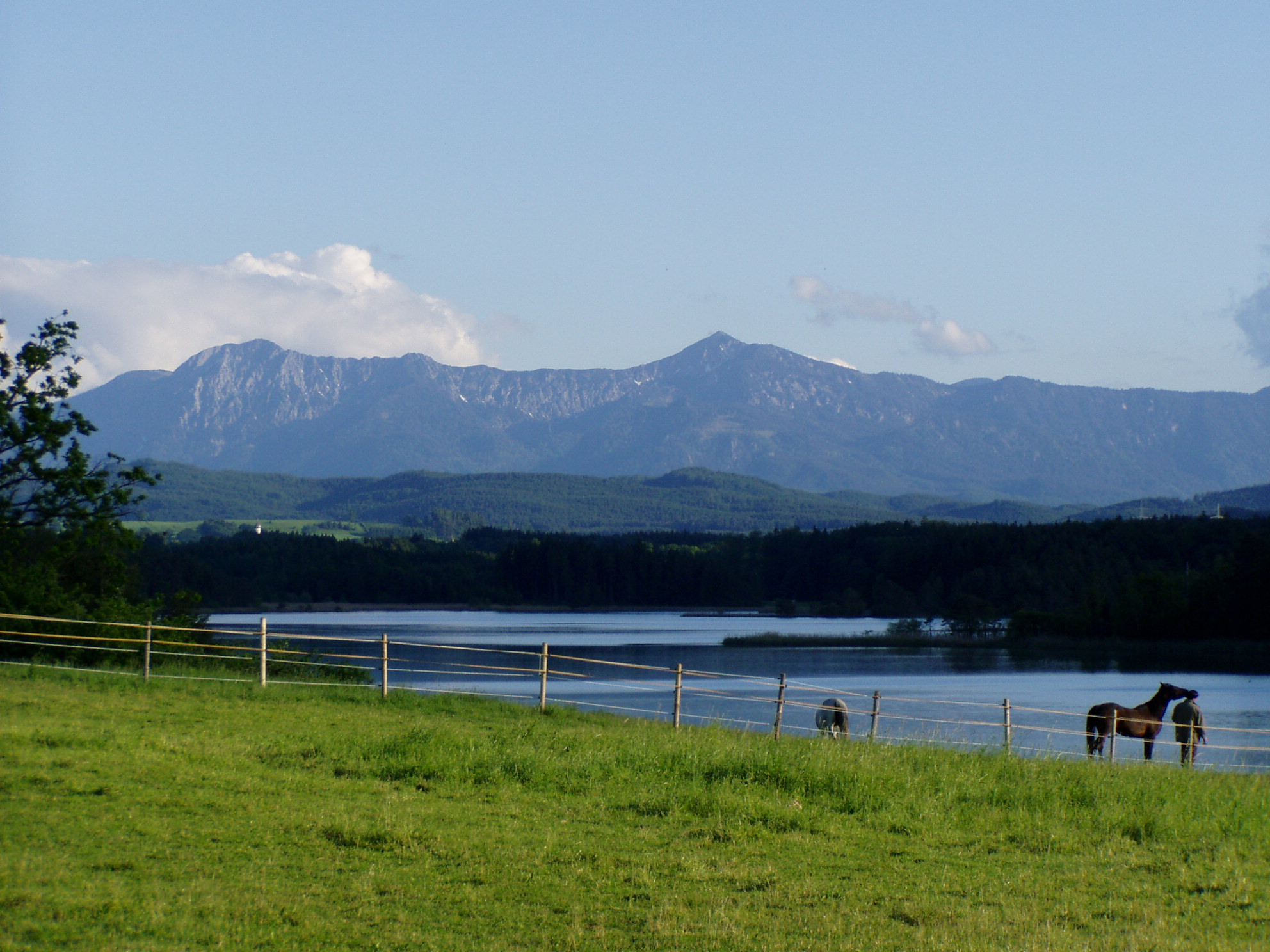
Großer Ostersee mit Herzogstand und Heimgarten

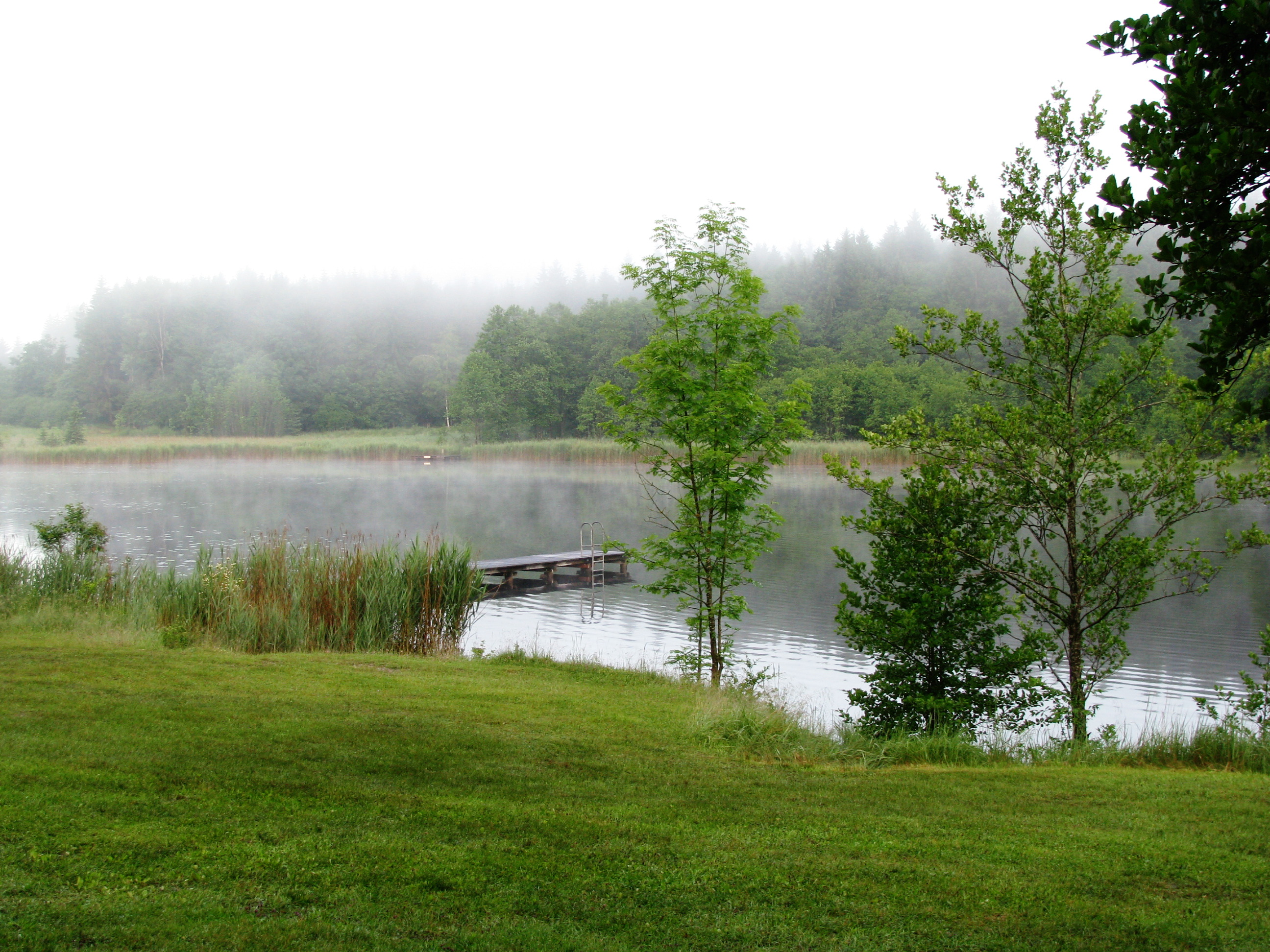
Eitzenberger Weiher

- Naturschutzgebiet Osterseen mit öffentlichen Badeplätzen am Fohnsee und dem Großen Ostersee
- Schlossanger
- Campingplatz Fohnsee
- Freibad der Stadt Penzberg am Eitzenberger Weiher
- Jugendzentrum im Untergeschoss des Pfarrzentrums

Des Weiteren verlief durch Iffeldorf der Prälatenweg.

### Sport
In Iffeldorf bestehen folgende Sportanlagen:
- Mehrzweckhalle, Kegel- und Schießanlage im Gemeindezentrum
- Beachvolleyball-, Rollschuh-, Tennis- und Fußballplatz sowie Leichtathletik- und Eisstockanlagen an der Maffeistraße
- Fußballplatz am Bahnhof
- Hundesportanlage des HSV Heuwinkl am Höhenrieder Weg
- Golfplatz St. Eurach um Obereurach
- Golfplatz Iffeldorf um Rettenberg und Ponholz

Der 1921 gegründete Turn- und Sportverein (TSV) Iffeldorf gliedert sich in die Abteilungen Badminton, Eisstock, Fußball, Kegeln, Tennis, Tischtennis und Turnen. Zeitweise bestanden zudem Abteilungen für Schwimmen, Wandern und Volleyball. Im Jahre 1979 wurde zusätzlich der Skiclub (SC) Iffeldorf gegründet, der mittlerweile auch Inlineskating- und Mountainbike-Training anbietet.
Außerdem besteht der Hundesportverein (HSV) Heuwinkl, der seit dem ersten Gewinn der bayerischen Meisterschaft 1992 auch einige internationale Erfolge erzielen konnte.
Am Golfplatz St. Eurach finden des Öfteren Turniere statt, bei denen auch überregional bekannte Persönlichkeiten, wie z. B. Thomas Müller, anwesend sind. Von 1994 bis 1996 wurde auf der Anlage das BMW International Open ausgetragen.

### Regelmäßige Veranstaltungen

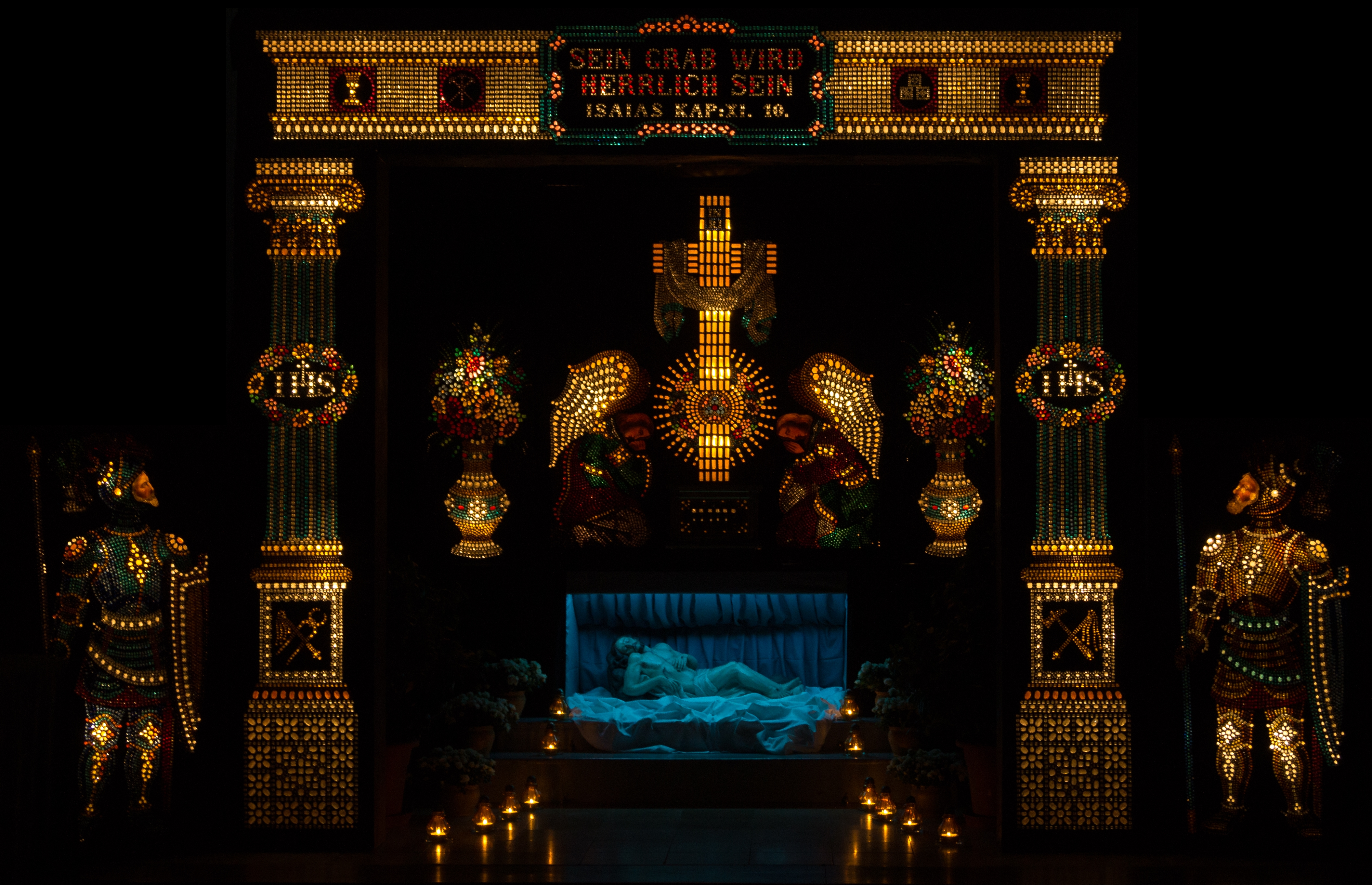
Heiliges Grab

Seit 2008 wird alljährlich das wiederentdeckte Heilige Grab in der Karwoche aufgebaut. Ebenfalls alljährlich findet an einem Samstag um den 21. Juni ein Sonnwendfeuer statt, jedes dritte Jahr wird am 1. Mai ein Maibaum aufgestellt. Am 1. Adventssonntag findet ein Christkindlmarkt auf dem St.-Vitus-Platz statt.

## Infrastruktur und Wirtschaft

### Wirtschaft einschließlich Land- und Forstwirtschaft
Im Jahr 2020 gab es im produzierenden Gewerbe 141 sozialversicherungspflichtig beschäftigte Arbeitnehmer am Arbeitsort. Im Bereich Handel, Verkehr und Gastgewerbe lag dieser Wert 2022 bei 107 und im Bereich öffentliche und private Dienstleister bei 70. Sozialversicherungspflichtig Beschäftigte am Wohnort gab es 1107. Im Bauhauptgewerbe sind in Iffeldorf drei Betriebe mit 25 tätigen Personen ansässig. Zudem bestanden im Jahr 2020 acht landwirtschaftliche Betriebe mit einer landwirtschaftlich genutzten Fläche von 347 Hektar. Davon waren 25 Hektar Ackerland und 322 Hektar Dauergrünland.

### Unternehmen
Im Gewerbegebiet an der Seeshaupter Straße gibt es den Lüftungstechnikhersteller Gaugele GmbH, den Kosmetikhersteller HAGINA GmbH und seit 2006 eine Außenstelle von EMT Penzberg. Zudem bestehen einige handwerkliche Betriebe und mehrere Dienstleister.
Seit 1969 besteht im Ortsteil Unterlauterbach die private Herz- und Kreislaufklinik Lauterbacher Mühle.

### Erziehung und Bildung

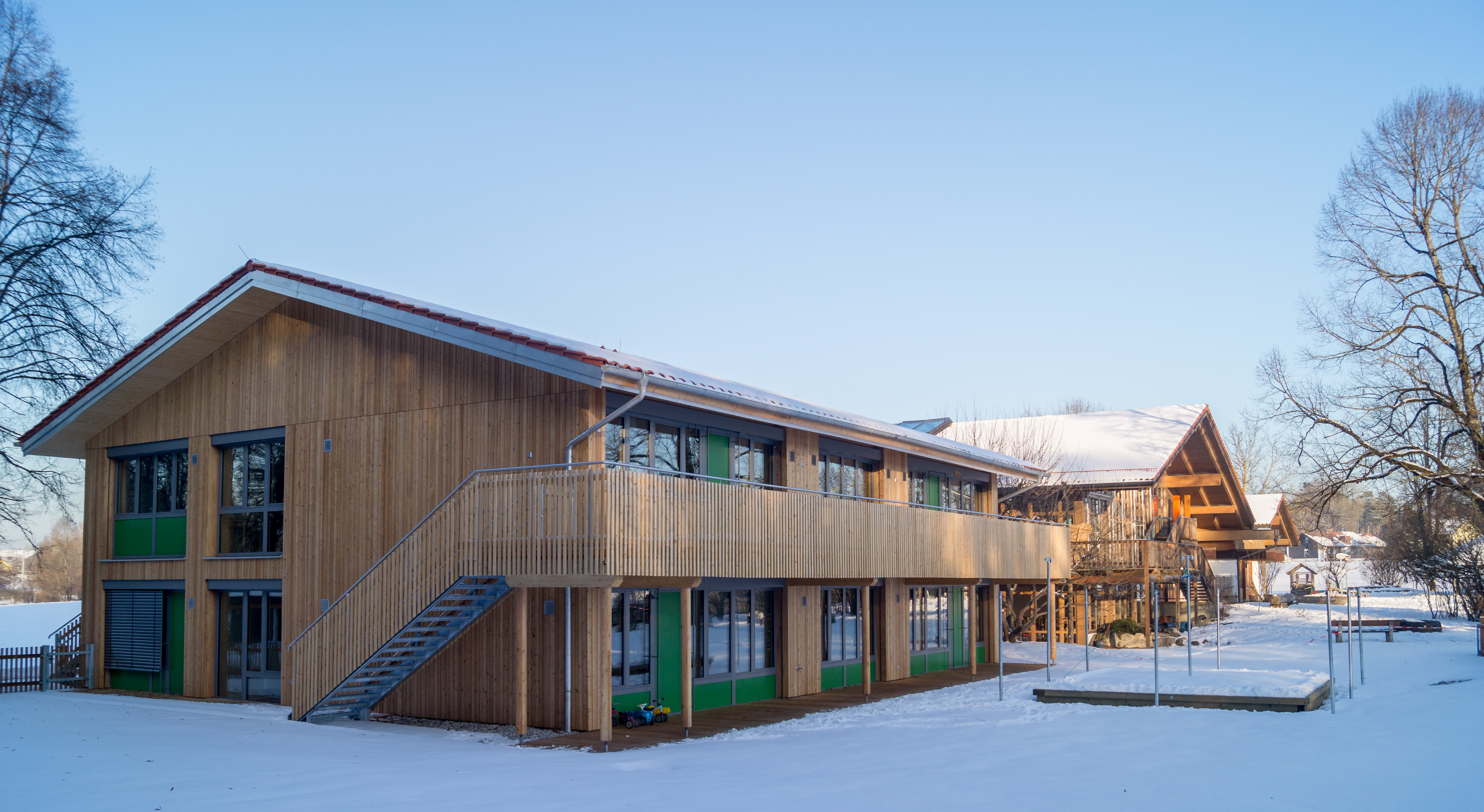
Der 2016 erweiterte Kindergarten

Es gibt folgende Einrichtungen (Stand 2022):
- Katholisches Haus für Kinder (Kindergarten, Krippe und Hort) mit 175 Kindergartenplätzen und 26 Angestellten (Träger: Kath. Kirchenstiftung Iffeldorf); eröffnet 1976, erweitert 1997/98 und 2016[76]
- Grundschule mit 13 Lehrkräften und 231 Schülern (Schuljahr 2022/23; zusammen mit Außenstelle Habach);[77] bis 2007 mit Teilhauptschule I[78]
- Limnologische Station der TU München
- Musikschule der Stadt Penzberg
- Außenstelle der Volkshochschule Penzberg[79]

### Verkehr

#### Straßenverkehr

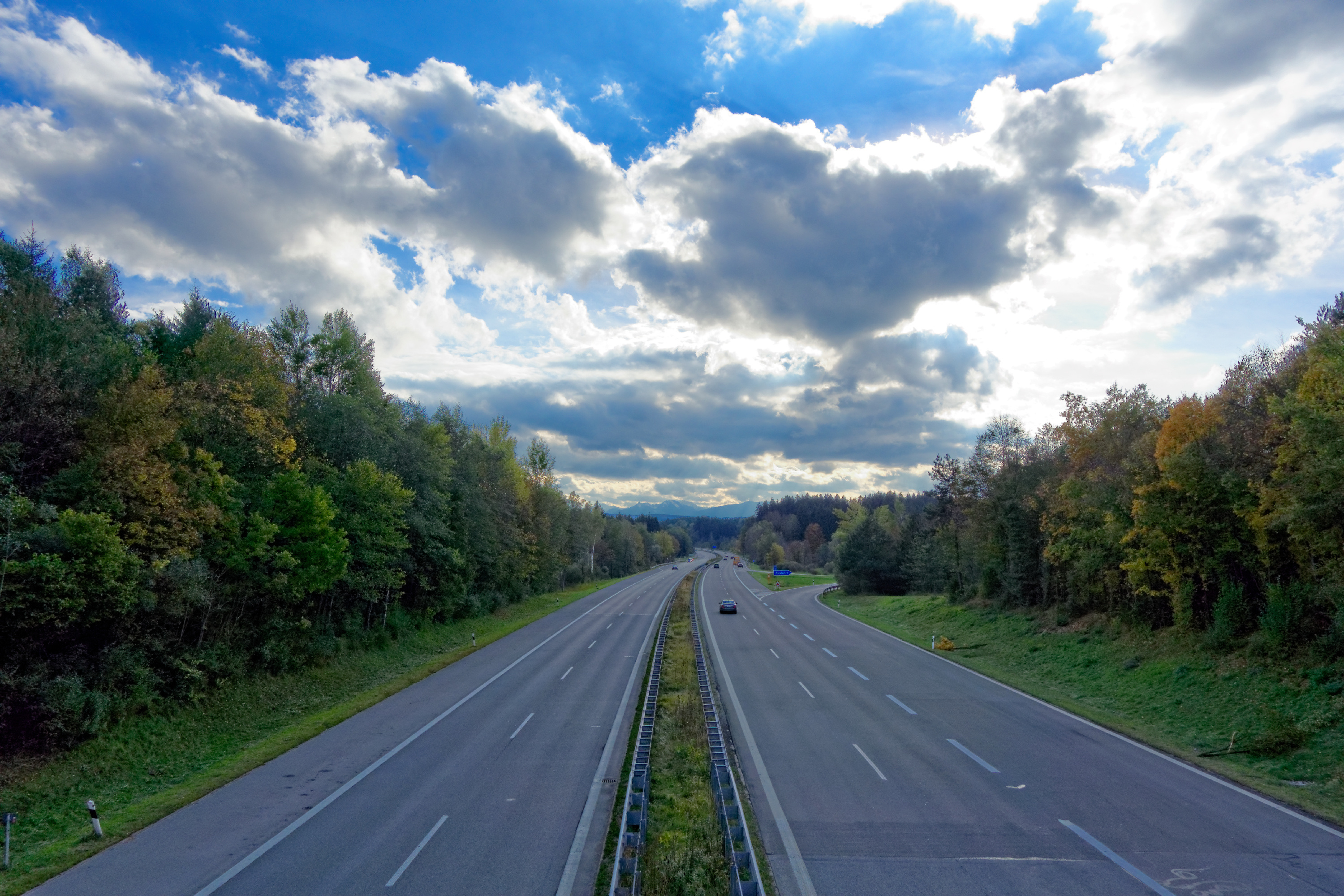
A 95 mit Ausfahrt Penzberg/Iffeldorf

Überregional wird Iffeldorf über die Bundesautobahn 95 München – Garmisch-Partenkirchen (Ausfahrt Penzberg/Iffeldorf) erschlossen, von der etwa 4,4 km im Gemeindegebiet verlaufen. Die Staatsstraßen 2063 (Penzberg – Seeshaupt) sowie 2538 (Iffeldorf – Untereurach; Penzberger Straße) und 2038 (Iffeldorf – Murnau) binden den Ort regional an. Besonders an Wochenenden und Feiertagen sind die Straßen rund um die Hofmark und die Parkplätze mit Ausflüglern oftmals stark überlastet.

#### Bahnverkehr

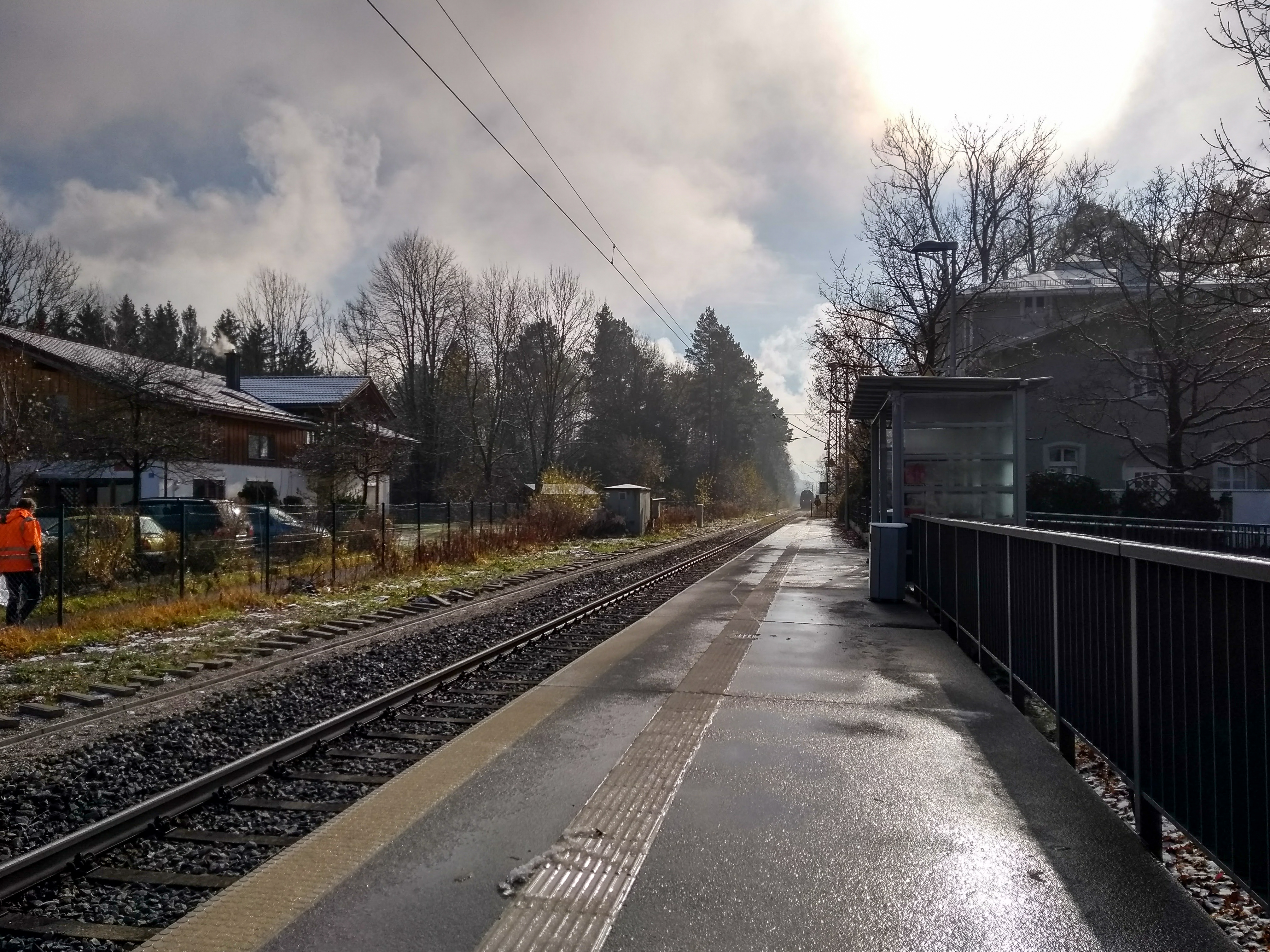
Bahnhof Iffeldorf, 2017

Durch Iffeldorf führt die eingleisige Kochelseebahn von Tutzing nach Kochel, die von der Deutschen Bahn als Kursbuchstrecke 961 geführt wird. Der seit Herbst 2013 barrierefrei ausgebaute Bahnhof Iffeldorf (bis 2002 Bahnhof Staltach) wird im Stundentakt durch Regionalbahnen zwischen Tutzing und Kochel bedient, die in der Hauptverkehrszeit nach München Hauptbahnhof weiterfahren.

#### Busverkehr
Es halten folgende Regionalbuslinien des RVO in Iffeldorf:
| Linie | Verlauf                                                       |
| ----- | ------------------------------------------------------------- |
| 9614  | Tutzing – Bernried – Seeshaupt – Iffeldorf – Penzberg         |
| 9617  | Penzberg – Iffeldorf – Obersöchering – Sindelsdorf – Penzberg |
| 9655  | Weilheim – Seeshaupt – Iffeldorf – Penzberg                   |

## Persönlichkeiten

### Ehrenbürger
- Richard Schneider (1916–2020), Pfarrer in Iffeldorf von 1958 bis 1981[85]
- Albert Strauß (* 1935), Verleihung am 10. November 2010, Altbürgermeister,[86] Träger des Bundesverdienstkreuzes 1. Klasse[52]
- Gabriel Haf (* 1937), Verleihung am 20. Juli 2014 zum goldenen Priesterjubiläum, Pfarrer i. R. in Iffeldorf seit 2001[87]

### In Iffeldorf geboren
- Markus Gattinger (1713–1753), Kunstschmied
- Bartholomäus Ponholzer (1827–1892), römisch-katholischer Priester, Präses im Kolpingwerk, Autor und Zeitungsredakteur

### Mit Iffeldorf verbunden
- Adam Schöttl (ca. 1658–1727), „Jägeradam von Iffeldorf“, Anführer der Gebirgsschützen bei der Sendlinger Mordweihnacht
- Johann Damascen von Kleimayrn (1735–1810), von 1770 bis 1772 Pfarrer in Iffeldorf
- Ferdinand Hahn (1926–2015), evangelischer Theologe und Hochschullehrer, bis 2014 wohnhaft in Iffeldorf
- Berthold von Pfetten-Arnbach (1934–2023), Diplomat, wohnhaft in Iffeldorf
- Dieter Schingnitz (* 1940), Orgelbauer in Iffeldorf
- Egbert Greven (1941–2018), Gründer der Iffeldorfer Meisterkonzerte, Graphiker, Karikaturist und Galerist
- Brigitte Roßbeck (1944–2022), Historikerin und Publizistin, wohnhaft in Iffeldorf
- Arnulf Melzer (* 1947), Limnologe, baute die Limnologische Station der TU München in Iffeldorf auf
- Klaus Feßmann (* 1951), Musiker, Professor für Komposition am Mozarteum Salzburg, wohnhaft in Iffeldorf
- Stefan König (* 1959), Schriftsteller, wohnhaft in Iffeldorf
- Michael Leopold (* 1971), Sportmoderator, aufgewachsen in Iffeldorf